# Морис, Эмиль
Эмиль Морис (нем. Emil Maurice; 19 января 1897, Вестермор — 6 февраля 1972, Мюнхен) — один из первых членов НСДАП, личный охранник и шофёр Адольфа Гитлера, был его другом по крайней мере с 1919 года.

## Биография
После окончания школы был учеником часовщика, в 1917—1919 годах служил в баварской армии, но активного участия в боевых действиях не принимал. В 1919 году вступил в ДАП. Когда она была реорганизована в НСДАП, получил билет под № 19. После создания СА в 1920 году, Морис стал первым верховным фюрером СА. В 1923 году Морис стал командиром созданного подразделения СА «Штабсвахе», главной задачей которого была охрана Гитлера, особенно во время митингов. За участие в Пивном путче отбывал наказание вместе с Гитлером в Ландсбергской тюрьме. В 1925 году, спустя два года после провала Пивного путча, вновь созданный отряд для охраны Гитлера получил название «Schutzstaffel» (СС). В то время Гитлер стал членом СС № 1, а Эмиль Морис стал членом СС № 2.
Когда СС были реорганизованы и начали расширяться в 1932 году, Морис стал старшим офицером СС, и в конечном итоге ему было присвоено звание оберфюрера. Хотя Морис не стал руководителем СС, его статус члена СС № 2 был эквивалентен статусу фактического основателя этой организации. Генрих Гиммлер, который в конечном итоге станет самым признанным лидером СС, был членом СС № 168.
После того как Гиммлер стал рейхсфюрером СС, Морис не попал под расовые критерии чистоты для офицеров СС. Все офицеры СС должны были доказать расовую чистоту начиная с 1750 года. В ходе проверки выяснилось, что у Мориса были предки еврейского происхождения — Шарль Морис Шварценбергер (1805—1896), основатель театра Талиа в Гамбурге, был его прадедом. Гиммлер, который всегда ревновал близких друзей Гитлера, бывших с ним с первых дней Движения и был недоволен тем, что не имеет контроля над телохранителями Гитлера, был в восторге.
Он рекомендовал, чтобы Морис был исключён из СС вместе с другими членами его семьи. К досаде Гиммлера, фюрер встал на сторону своего давнего друга. Гитлер заставил Гиммлера в секретном письме от 31 августа 1935 года сделать исключение для Мориса и его братьев, которым было разрешено остаться в СС. Несмотря на еврейские корни, Морис был, в первую очередь, старым товарищем Гитлера и имел близкие отношения с его племянницей Гели Раубаль.
Вот что записал Гиммлер по результатам беседы с фюрером:

«1. Штандартенфюрер СС Эмиль Морис в соответствии со своей родословной без сомнения не имеет арийского происхождения. 2. По случаю женитьбы штандартенфюрера СС Мориса, для чего он должен был предоставить свою родословную, озвучил фюреру мою точку зрения, а именно, что я придерживаюсь того мнения, что Мориса следует исключить из СС. 3. Фюрер решил, что в этом единственном случае стоит сделать исключение для Эмиля Мориса, а также для его братьев, так как он был самым первым соратником и что он и его братья и вся семья Морис в первые, самые трудные месяцы и годы верно и храбро служили движению, и потому Морис может остаться в СС».
В 1936 году стал депутатом рейхстага от Лейпцига. С 1937 года возглавлял «Общество профессиональных ремесленников» в Баварии, а также был президентом Торгово-промышленной палаты Мюнхена.
С 1940 по 1942 был офицером люфтваффе.
Летом 1945 года был арестован американской контрразведкой. В 1947 году выпущен на свободу. В 1948 году был осуждён на 4 года принудительных работ.
Высказываются предположения, что Морис имел любовные отношения с Гели Раубаль, племянницей Гитлера.
Жена — студент-медик (позднее врач) Хедвиг Мария Анна Плётц, дочь полковника вермахта. Сын, доктор Клаус Морис, заведовал коллекцией механических часов Баварского национального музея. Также имел дочь.

## Образ Эмиля Мориса в кино
- «Гитлер: Восхождение дьявола» / «Hitler: The Rise of Evil» (Канада, США; 2003) режиссёр Кристиан Дюге, в роли Эмиля Мориса — Иржи Земан.
- The Rise Of Evil. Then another one. Then another one. Pigossi. Carly K. Turchetti. Promes. Raonic. Djokovic. Cilic. «A Lot Of Devils»..Quincy Anton Promes.© Энрике III—IV, 31.08.18 а. D., Тверь.